# Tipo primitivo
In programmazione, un tipo si dice primitivo o atomico se definisce un insieme di valori atomici. Questo nome è usato spesso in opposizione con il nome dei tipi strutturati, che aggregano più tipi atomici per formare delle strutture dati composte, come i record.
Non si confondano i tipi derivati con i tipi riferimento: alcuni linguaggi permettono di definire strutture dati (come le struct del C++) che sono gestite dal programma direttamente, invece che tramite riferimenti (lo stesso C++ mette a disposizione le classi, che invece definiscono dei tipi riferimento).